# Selección de fútbol playa de México
La Selección de Fútbol Playa de México es el representativo de la Federación Mexicana de Fútbol en el fútbol playa.

## Historia
El 1 de marzo de 2005 la Selección mexicana de fútbol playa enfrentó su primer partido con miras a calificar al mundial contra Canadá en Río de Janeiro, Brasil, durante el Torneo Americas de Fútbol playa, mismo que perdió 4:1. En ese mismo torneo, que determinaría los equipos que jugarían el Copa Mundial de Fútbol Playa de FIFA, se perdió contra Estados Unidos 7:2 y contra Brasil por un apabullante marcador de 23:3. 
Durante el Campeonato de Fútbol Playa Concacaf 2006 jugado en Puntarenas, Costa Rica, y ya bajo la tutela del entrenador Ramón Raya, volvió a perder contra Canadá, solo que ahora por un marcador de 6:4, empató con Costa Rica 4:4 (ganando Costa Rica por 1:0 en penales), perdió 7:4 contra Estados Unidos y ganó su primer partido en este tipo de competición por 3:2 a Jamaica. 
A pesar de que el inicio de la selección mexicana no parecía esperanzador, el año 2007 sería clave en la historia del fútbol playa mexicano. Esta vez, el Campeonato de Fútbol Playa Concacaf 2007 tendría lugar en Acapulco, México, ganando su primer partido contra Costa Rica por 3:1, 6:4 a El Salvador, y perdió 5:4 contra Estados Unidos, terminando subcampeón de la competencia. Gracias a este logro, México tendría la oportunidad de jugar por primera vez en un mundial de la competencia. 
Durante la Copa Mundial de Fútbol Playa FIFA 2007, la selección mexicana empató su primer partido contra Rusia por 2:2, por lo que fue definido en penales, ganando México por 2:1. El segundo partido fue jugado contra Brasil, donde México perdió por 6:4, y finalmente ganaron por 6:3 a las Islas Salomón. Los cuartos de final se decidieron contra España, a los que se les ganó 5:4 y las semifinales contra Uruguay, a los que se ganó por 5:2. La final sería decidida entre el anterior campeón y la escuadra mexicana, el partido de México contra Brasil terminaría con marcador de 8:2 favor Brasil. Morgan Plata fue nombrado Balón de Bronce como tercer mejor jugador del torneo y botín de plata por ser el segundo mejor goleador. -Así mismo el técnico Ramón Raya fue distinguido como el mejor entrenador de la copa del mundo.
Para el Campeonato de Fútbol Playa Concacaf 2008 jugado en Puerto Vallarta, México, la selección mexicana ganó por primera vez todos sus partidos, convirtiéndose en campeón de la Concacaf. Ganó por 4:2 a El Salvador, 7:0 a Costa Rica y 2:1 a Estados Unidos, por lo que participará en la Copa Mundial de Fútbol Playa FIFA 2008.
Durante la Copa Mundial de Fútbol Playa FIFA 2008, la selección mexicana estaría ubicado en el famoso grupo de muerte, conformado por Brasil, campeón del pasado certamen, México, subcampeón, España, pentacampeón de la Eurocopa de fútbol playa y Japón. México ganó su primer partido contra Japón por 4:3. El segundo partido fue jugado contra España, donde México perdió por 2:1, y finalmente perdió por 7:1 con Brasil, terminando en tercer lugar de grupo.

## Estadísticas

### Copa Mundial de Fútbol Playa FIFA
| Copa Mundial de Fútbol Playa FIFA | Copa Mundial de Fútbol Playa FIFA | Copa Mundial de Fútbol Playa FIFA | Copa Mundial de Fútbol Playa FIFA | Copa Mundial de Fútbol Playa FIFA | Copa Mundial de Fútbol Playa FIFA | Copa Mundial de Fútbol Playa FIFA | Copa Mundial de Fútbol Playa FIFA |
| Año                               | Ronda                             | J                                 | G                                 | G+                                | P                                 | GF                                | GC                                |
| --------------------------------- | --------------------------------- | --------------------------------- | --------------------------------- | --------------------------------- | --------------------------------- | --------------------------------- | --------------------------------- |
| 2005                              | No clasificó                      | No clasificó                      | No clasificó                      | No clasificó                      | No clasificó                      | No clasificó                      | No clasificó                      |
| 2006                              | No clasificó                      | No clasificó                      | No clasificó                      | No clasificó                      | No clasificó                      | No clasificó                      | No clasificó                      |
| 2007                              | Subcampeón                        | 6                                 | 3                                 | 1                                 | 2                                 | 24                                | 25                                |
| 2008                              | Fase de grupos                    | 3                                 | 1                                 | 0                                 | 2                                 | 6                                 | 12                                |
| 2009                              | No clasificó                      | No clasificó                      | No clasificó                      | No clasificó                      | No clasificó                      | No clasificó                      | No clasificó                      |
| 2011                              | Cuartos de final                  | 4                                 | 1                                 | 1                                 | 2                                 | 9                                 | 13                                |
| 2013                              | No clasificó                      | No clasificó                      | No clasificó                      | No clasificó                      | No clasificó                      | No clasificó                      | No clasificó                      |
| 2015                              | Fase de grupos                    | 3                                 | 0                                 | 0                                 | 3                                 | 4                                 | 11                                |
| 2017                              | Fase de grupos                    | 3                                 | 0                                 | 0                                 | 3                                 | 7                                 | 16                                |
| 2019                              | Fase de grupos                    | 3                                 | 0                                 | 0                                 | 3                                 | 3                                 | 13                                |
| 2021                              | No clasificó                      | No clasificó                      | No clasificó                      | No clasificó                      | No clasificó                      | No clasificó                      | No clasificó                      |
| 2024                              | Fase de grupos                    | 3                                 | 0                                 | 0                                 | 3                                 | 7                                 | 17                                |
| 2025                              | No clasificó                      | No clasificó                      | No clasificó                      | No clasificó                      | No clasificó                      | No clasificó                      | No clasificó                      |
| Total                             | 7/13                              | 25                                | 5                                 | 2                                 | 18                                | 60                                | 107                               |

### Campeonatos Conjuntos (con la CONMEBOL)
| Campeonatos Conjuntos (con la CONMEBOL) | Campeonatos Conjuntos (con la CONMEBOL) | Campeonatos Conjuntos (con la CONMEBOL) | Campeonatos Conjuntos (con la CONMEBOL) | Campeonatos Conjuntos (con la CONMEBOL) | Campeonatos Conjuntos (con la CONMEBOL) | Campeonatos Conjuntos (con la CONMEBOL) | Campeonatos Conjuntos (con la CONMEBOL) |
| Año                                     | Ronda                                   | J                                       | G                                       | G+                                      | P                                       | GF                                      | GC                                      |
| --------------------------------------- | --------------------------------------- | --------------------------------------- | --------------------------------------- | --------------------------------------- | --------------------------------------- | --------------------------------------- | --------------------------------------- |
| 2005                                    | Fase de grupos                          | 3                                       | 0                                       | 0                                       | 3                                       | 6                                       | 34                                      |
| 2007                                    | Cuarto lugar                            | 4                                       | 2                                       | 0                                       | 2                                       | 18                                      | 16                                      |
| Total                                   | 2/2                                     | 7                                       | 2                                       | 0                                       | 5                                       | 24                                      | 50                                      |

### Campeonato de Fútbol Playa de Concacaf
| Campeonato de Fútbol Playa de Concacaf | Campeonato de Fútbol Playa de Concacaf | Campeonato de Fútbol Playa de Concacaf | Campeonato de Fútbol Playa de Concacaf | Campeonato de Fútbol Playa de Concacaf | Campeonato de Fútbol Playa de Concacaf | Campeonato de Fútbol Playa de Concacaf | Campeonato de Fútbol Playa de Concacaf |
| Año                                    | Ronda                                  | J                                      | G                                      | G+                                     | P                                      | GF                                     | GC                                     |
| -------------------------------------- | -------------------------------------- | -------------------------------------- | -------------------------------------- | -------------------------------------- | -------------------------------------- | -------------------------------------- | -------------------------------------- |
| 2006                                   | Cuarto lugar                           | 4                                      | 1                                      | 0                                      | 3                                      | 15                                     | 19                                     |
| 2008                                   | Campeón                                | 3                                      | 3                                      | 0                                      | 0                                      | 13                                     | 3                                      |
| 2009                                   | Tercer lugar                           | 4                                      | 3                                      | 0                                      | 1                                      | 22                                     | 9                                      |
| 2010                                   | Campeón                                | 5                                      | 3                                      | 1                                      | 1                                      | 15                                     | 10                                     |
| 2013                                   | Tercer lugar                           | 4                                      | 3                                      | 0                                      | 1                                      | 30                                     | 11                                     |
| 2015                                   | Campeón                                | 6                                      | 6                                      | 0                                      | 0                                      | 33                                     | 9                                      |
| 2017                                   | Subcampeón                             | 6                                      | 5                                      | 0                                      | 1                                      | 37                                     | 10                                     |
| 2019                                   | Campeón                                | 6                                      | 6                                      | 0                                      | 0                                      | 30                                     | 12                                     |
| 2021                                   | Cuarto lugar                           | 5                                      | 2                                      | 1                                      | 2                                      | 20                                     | 20                                     |
| 2023                                   | Subcampeón                             | 6                                      | 5                                      | 0                                      | 1                                      | 20                                     | 16                                     |
| 2025                                   | Primera fase                           | 3                                      | 1                                      | 0                                      | 2                                      | 12                                     | 12                                     |
| Total                                  | 11/11                                  | 52                                     | 38                                     | 2                                      | 12                                     | 247                                    | 131                                    |

## Resultados

### Últimos encuentros
A continuación se detallan los últimos partidos jugados por la selección.
- Actualizado al 13 de marzo de 2025.

| Fecha      | Ciudad   | Local           | Resultado | Visitante      | Competencia                       |
| ---------- | -------- | --------------- | --------- | -------------- | --------------------------------- |
| 09-09-2023 | Cancún   | México          | 5:1       | Belice         | Partido amistoso                  |
| 07-02-2024 | Dubái    | Emiratos Árabes | 4:3       | México         | Partido amistoso                  |
| 09-02-2024 | Dubái    | Italia          | 7:2       | México         | Partido amistoso                  |
| 16-02-2024 | Dubái    | Portugal        | 8:2       | México         | Copa Mundial de Fútbol Playa 2024 |
| 18-02-2024 | Dubái    | Omán            | 5:2       | México         | Copa Mundial de Fútbol Playa 2024 |
| 20-02-2024 | Dubái    | México          | 3:4       | Brasil         | Copa Mundial de Fútbol Playa 2024 |
| 12-12-2024 | Acapulco | México          | 4:5       | Colombia       | Beach Soccer Cup 2024             |
| 13-12-2024 | Acapulco | México          | 2:6       | España         | Beach Soccer Cup 2024             |
| 15-12-2024 | Acapulco | México          | 4:6       | Estados Unidos | Beach Soccer Cup 2024             |
| 01-03-2025 | Huatulco | México          | 2:0       | Panamá         | Partido amistoso                  |
| 11-03-2025 | Nasáu    | México          | 3:4       | Guatemala      | Copa Concacaf de Playa 2025       |
| 12-03-2025 | Nasáu    | México          | 3:1       | Costa Rica     | Copa Concacaf de Playa 2025       |
| 13-03-2025 | Nasáu    | El Salvador     | 7:6       | México         | Copa Concacaf de Playa 2025       |

## Palmarés
- Subcampeón de la Copa Mundial de Fútbol Playa de FIFA (1): 2007
- Campeonato de Fútbol Playa de Concacaf (4): 2008, 2010, 2015, 2019
- Campeonato Nacional de fútbol playa de Chile (1): 2010
- Suderland International Beach Soccer Cup (1): 2010
- Campeón Copa Cancún (1): 2012
- Campeón Copa BSWW (1): 2015